# Фрассати, Пьер Джорджо
Фрассати Пьер Джорджо (итал. Frassati Pier Giorgio; 6 апреля 1901[…], Турин — 4 июля 1925[…], Турин) — блаженный Римско-Католической Церкви. Принимал активную деятельность в политической жизни итальянского общества. Покровитель молодёжи, студентов и членов католического движения Католическое действие.

## Биография
Пьер Джорджо (Петр — Юрий) Фрассати родился 6 апреля 1901 года в Турине,  в богатой, буржуазной семье, которая принадлежала к либеральной среде итальянского общества. Его мать, Аделаида Аметис, была известной художницей, а отец, Альфредо Фрассати, был основателем и владельцем газеты «Ла Стампа», сенатором Королевства Италия и итальянским послом в Германии.
В юношестве Пьер Джорджо, учась в университете, вёл активную социальную и духовную жизнь, принимал участие в многочисленных харитативных, политических и духовных организациях. Принадлежал к католическим движениям «Апостольство молитвы», «общество св. Викентия де Поль», Университетской Федерации итальянских католических студентов. Обучался на инженерном факультете Туринского политехнического университета.
28 мая 1922 года вступил в третий орден доминиканцев, приняв имя Иероним.
С начала 1920 года, когда в Турине вспыхнули рабочие беспорядки, сопровождал в качестве телохранителя в красные районы Турина доминиканского монаха.
Во время итальянского фашизма выступал против власти, активно исповедуя свои антифашистские взгляды. В 1921 году предложил на национальном конгрессе Федерации университетской католической молодёжи создать организацию, которая бы выступила против фашистской власти.
Пьер Джорджо своею политической деятельность внёс в жизнь Католической Церкви понимание того, что необходимо руководствоваться верой во всех сферах человеческой деятельности без всяких ограничений, в том числе в политической и партийной жизни общества.
Умер 4 июля 1925 года в Турине, в возрасте 24 лет, от полиомиелита, заразившись, ухаживая за нищим больным.
День памяти блаженного Пьера Джорджо Фрассати отмечается 4 июля.

## Беатификация
Был беатифицирован римским папой Иоанном Павлом II 20 мая 1990 года.

## Источник
Антонио Сикари, Портреты святых, т. II, Милан, стр. 175—189,